# Довер-Фокскрафт (Мен)
Довер-Фокскрафт (англ. Dover-Foxcroft) — місто (англ. town) в США, в окрузі Піскатаквіс штату Мен. Населення — 4422 особи (2020).

## Демографія
Згідно з переписом 2010 року, у місті мешкало 4213 осіб у 1773 домогосподарствах у складі 1120 родин. Було 2459 помешкань
Расовий склад населення:
| - 95,1 % — білих - 2,3 % — азіатів - 0,6 % — корінних американців - 0,2 % — чорних або афроамериканців |

До двох чи більше рас належало 1,5 %. Частка іспаномовних становила 1,4 % від усіх жителів.
За віковим діапазоном населення розподілялося таким чином: 21,5 % — особи молодші 18 років, 58,3 % — особи у віці 18—64 років, 20,2 % — особи у віці 65 років та старші. Медіана віку мешканця становила 45,0 року. На 100 осіб жіночої статі у місті припадало 92,7 чоловіків;  на 100 жінок у віці від 18 років та старших — 90,0 чоловіків також старших 18 років.
Середній дохід на одне домашнє господарство  становив 54 039 доларів США (медіана — 42 963), а середній дохід на одну сім'ю — 67 897 доларів (медіана — 55 089). Медіана доходів становила 41 236 доларів для чоловіків та 40 741 долар для жінок. За межею бідності перебувало 14,2 % осіб, у тому числі 8,4 % дітей у віці до 18 років та 8,9 % осіб у віці 65 років та старших.
Цивільне працевлаштоване населення становило 1645 осіб. Основні галузі зайнятості: освіта, охорона здоров'я та соціальна допомога — 32,0 %, виробництво — 15,6 %, роздрібна торгівля — 11,9 %, мистецтво, розваги та відпочинок — 8,7 %.